# Uromyces vignae
Uromyces vignae är en svampart som beskrevs av Barclay 1891. Uromyces vignae ingår i släktet Uromyces och familjen Pucciniaceae.   Inga underarter finns listade i Catalogue of Life.